# Gran Premio del Brasile 1985
Il Gran Premio del Brasile 1985  è stata la prima prova della stagione 1985 del Campionato mondiale di Formula 1. Si è corsa domenica 7 aprile 1985 sul Circuito di Jacarepaguá, vicino a Rio de Janeiro. La gara è stata vinta dal francese Alain Prost su McLaren-TAG Porsche; per il vincitore si trattò del diciassettesimo successo nel mondiale. Ha preceduto sul traguardo gli italiani Michele Alboreto su Ferrari ed Elio De Angelis su Lotus-Renault.
Fu il gran premio d'esordio, nel campionato mondiale di Formula 1, per il pilota italiano  Pierluigi Martini e per la scuderia Minardi.

## Vigilia

### Aspetti tecnici
La Renault presentò una nuova versione del motore turbo EF14, denominata EF14 bis, sul quale erano montate le componenti turbo del nuovo EF15, che non era ancora pronto. Tale propulsore venne utilizzato non solo dalla scuderia della casa francese ma anche da Lotus e Ligier. Dalla Renault uscirono, rispetto alla stagione 1984, verso l'altra scuderia francese Ligier, il progettista  Michel Tétu e Gérard Larrousse, che divenne direttore sportivo della Ligier. Larousse aveva già collaborato con Guy Ligier negli anni settanta.
La Ferrari migliorò anch'essa il suo motore, prevendendo nuove componenti del turbo. La scuderia italiana lavorò anche sui freni, in collaborazione con la Brembo. L'Alfa Romeo si affidò a un nuovo direttore tecnico, Mario Tollentino. Il motore della casa milanese venne dotato di turbine KKK. La Lotus presentò delle novità aerodinamiche: due piccoli alettoni posizionati sulle fiancate, e  due deflettori posti dietro le gomme posteriori.
La Minardi presentò la sua prima vettura di formula 1, la M185. Vettura disegnata per ospitare un motore Alfa Romeo V8, finì per accogliere il più tradizionale Ford Cosworth DFY. Tutte le scuderie si presentarono con modelli mai usati in precedenza, ad eccezione della rientrante Tyrrell, che impiegò di nuovo la 012, e dell'Osella, che impiegò il modello del 1984, la FA1F.
A seguito dell'uscita dal campionato della Michelin, la Goodyear si trovò a fornire gli pneumatici ai team principali, mentre la Pirelli gommò Ligier, Arrows, Osella, RAM, Spirit e Minardi. L'unico dei team di punta che passò con la casa italiana fu la Brabham.

### Aspetti sportivi
La gara avrebbe dovuto essere il secondo appuntamento stagionale, ma il 2 novembre 1984 era stato cancellato il gran premio di Dallas, previsto per il 24 marzo. La gara in Texas venne cancellata in quanto gli organizzatori ne chiedevano il riposizionamento a giugno, per evitare le piogge della primavera. Era dal 1966 che il campionato mondiale di Formula 1 non iniziava così tardi.
Fece il suo esordio il costruttore italiano Minardi. La scuderia, con sede a Faenza, era stata fondata nel 1979 da Giancarlo Minardi, che aveva già esperienza con la Scuderia del Passatore. La scuderia, ridenominata Team Everest, aveva partecipato anche a delle gare di Formula 1, non valide per il campionato mondiale, nel 1976, utilizzando una vettura Ferrari. Minardi portò, nel 1980, la sua nuova scuderia, nel Campionato europeo di Formula 2, per poi passare alla massima formula. Quale unico pilota venne scelto Pierluigi Martini, nipote di Giancarlo Martini, impiegato dal Team Everest nelle gare extracampionato del 1976. Pierluigi Martini aveva tentato, senza successo, di qualificarsi al Gran Premio d'Italia 1984, con una Toleman.
Chi non prese parte alla gara fu invece la Toleman. La scuderia britannica, che aveva ingaggiato l'esperto nordirlandese John Watson e lo svedese Stefan Johansson, annunciò la sua volontà di abbandonare il campionato, per l'assenza di una fornitura di pneumatici.
Uscì dal campionato anche la scuderia tedesca ATS, che aveva esordito nel 1977, utilizzando delle vetture Penske, per poi passare alla costruzione di vetture in proprio. A seguito dal mancato prolungamento della fornitura di motori, da parte della BMW, la scuderia preferì abbandonare le competizioni. Rientro in campionato, dopo la squalifica subita nel 1984, la Tyrrell. La scuderia britannica, al venerdì, poco prima delle qualifiche, appiedò Stefan Bellof, per il mancato accordo sul contratto. Il tedesco venne rimpiazzato da Stefan Johansson.
Alla Brabham, a far coppia con Nelson Piquet, fu il francese François Hesnault, che aveva esordito la stagione precedente con la Ligier, senza marcare punti. Alla scuderia francese, il suo volante, venne affidato di nuovo a Jacques Laffite, che aveva già corso per la Ligier tra il 1976 e il 1982.
La Williams scelse, in sua vece, Nigel Mansell, in arrivo dalla Lotus. Qui venne ingaggiato, in sua sostituzione, il giovane brasiliano Ayrton Senna. All'Arrows Marc Surer, che aveva abbandonato le gare in circuito per i rally, venne sostituito dall'austriaco Gerhard Berger, che aveva corso 4 gare nel 1984 con l'ATS.
La RAM associò a Philippe Alliot il tedesco Manfred Winkelhock, che nel 1984 era stato impiegato dall'ATS e, per una gara, dalla Brabham.
Prima degli impegni agonistici la FIAT organizzò una gara, per giornalisti e piloti, al fine di lanciare la nuova Fiat Uno turbo.
La gara in Brasile era messa a rischio dalle condizioni di salute del neo presidente Tancredo Neves. Ricoverato in gravi condizioni, da qualche giorno, una sua scomparsa avrebbe portato all'annullamento del gran premio, per lutto. Anche le condizioni meteorologiche, con temperature elevatissime, erano un altro elemento critico per la gara. Stante il divieto di provare le vetture, sul tracciato, a meno di una settimana dall'evento, e visto che molte vetture erano ancora da testare, la Renault e la Lotus decisero di provare le monoposto nel vicino aeroporto.
Nei test, effettuati a marzo, sul tracciato carioca, il più veloce era stato il pilota locale Ayrton Senna, su Lotus, con 1'27"90, alla media di 206,047 km/h.

## Qualifiche

### Resoconto
La prima giornata di prove ufficiali fu dominata dalla Lotus; Elio De Angelis strappò il tempo di 1'28"081, precedendo di 6 decimi il compagno di team, Senna. Il pilota romano deteneva anche il vecchio record ufficiale in prova, con 1'28"392. Alle spalle dei due si piazzò Michele Alboreto, staccato di oltre otto decimi dal tempo del suo connazionale. La Brabham, più indietro, spiegò le sue difficoltà con la scarsa conoscenza delle gomme da qualifica.
Al sabato De Angelis non fu capace di difendere la pole position provvisoria; in entrambi i suoi tentativi migliori trovò delle vetture più lente che non gli permisero di abbassare il tempo ottenuto il giorno prima. La prima fila venne conquistata da Michele Alboreto e Keke Rosberg, col finlandese staccato di meno di un decimo dal tempo del pilota milanese. Per il pilota della Scuderia Ferrari si trattò della seconda, e ultima, partenza al palo in una gara iridata. Rosberg, dopo delle prove poco convincenti al venerdì, aveva deciso di testare una vecchia Williams FW09, in luogo della nuova FW10. La scuderia, resasi conto che il motore Honda, grazie alle prese d'aria della vecchia monoposto, risultava più efficiente, le copiarono anche sul telaio della nuova vettura.
La Ferrari non era però la vettura che toccava la velocità di punta maggiore, sul lungo rettilineo del Junção. La monoposto italiana superava di poco i 300 km/h, contro i 326 della Brabham.
Patrick Tambay uscì di pista, ad alta velocità, con la sua Renault, per dei problemi ai freni che penalizzavano la vettura francese. Problemi analoghi si verificarono sull'altra monoposto transalpina, guidata da Derek Warwick. Anche l'altro pilota della Ferrari, René Arnoux, era uscito, per due volte, dalla pista, durante le qualifiche. Scontarono problemi tecnici ai motori sia Mauro Baldi, della Spirit, che Pierluigi Martini, della Minardi.
La direzione di gara, su impulso delle scuderie, decise di accorciare la gara di un giro, al fine di consentire alle vetture di non avere problemi con il carburante.

### Risultati
I risultati delle qualifiche furono i seguenti:
| Pos | Nº | Pilota             | Costruttore           | Tempo    | Griglia |
| --- | -- | ------------------ | --------------------- | -------- | ------- |
| 1   | 27 | Michele Alboreto   | Ferrari               | 1'27"768 | 1       |
| 2   | 6  | Keke Rosberg       | Williams-Honda        | 1'27"864 | 2       |
| 3   | 11 | Elio De Angelis    | Lotus-Renault         | 1'28"081 | 3       |
| 4   | 12 | Ayrton Senna       | Lotus-Renault         | 1'28"389 | 4       |
| 5   | 5  | Nigel Mansell      | Williams-Honda        | 1'28"848 | 5       |
| 6   | 2  | Alain Prost        | McLaren-TAG Porsche   | 1'29"117 | 6       |
| 7   | 28 | René Arnoux        | Ferrari               | 1'29"612 | 7       |
| 8   | 7  | Nelson Piquet      | Brabham-BMW           | 1'29"855 | 8       |
| 9   | 1  | Niki Lauda         | McLaren-TAG Porsche   | 1'29"984 | 9       |
| 10  | 16 | Derek Warwick      | Renault               | 1'30"100 | 10      |
| 11  | 15 | Patrick Tambay     | Renault               | 1'30"254 | 11      |
| 12  | 18 | Thierry Boutsen    | Arrows-BMW            | 1'30"953 | 12      |
| 13  | 25 | Andrea De Cesaris  | Ligier-Renault        | 1'31"411 | 13      |
| 14  | 22 | Riccardo Patrese   | Alfa Romeo            | 1'31"780 | 14      |
| 15  | 26 | Jacques Laffite    | Ligier-Renault        | 1'32"021 | 15      |
| 16  | 9  | Manfred Winkelhock | RAM-Hart              | 1'32"021 | 16      |
| 17  | 8  | François Hesnault  | Brabham-BMW           | 1'32"904 | 17      |
| 18  | 23 | Eddie Cheever      | Alfa Romeo            | 1'33"091 | 18      |
| 19  | 17 | Gerhard Berger     | Arrows-BMW            | 1'34"773 | 19      |
| 20  | 10 | Philippe Alliot    | RAM-Hart              | 1'35"726 | 20      |
| 21  | 3  | Martin Brundle     | Tyrrell-Ford Cosworth | 1'36"152 | 21      |
| 22  | 24 | Piercarlo Ghinzani | Osella-Alfa Romeo     | 1'36"743 | 22      |
| 23  | 4  | Stefan Johansson   | Tyrrell-Ford Cosworth | 1'37"293 | 23      |
| 24  | 21 | Mauro Baldi        | Spirit-Hart           | 1'41"330 | 24      |
| 25  | 29 | Pierluigi Martini  | Minardi-Ford Cosworth | 1'44"406 | 25      |

## Gara

### Resoconto
Elio De Angelis fu costretto a cambiare il motore della sua Lotus, poco prima del via della gara; Derek Warwick si vide montare un motore EF15 sulla sua Renault, mentre Gerhard Berger affrontò il gran premio col muletto, in quanto sulla vettura titolare si era sviluppato un incendio.
Le elevate temperature costrinsero i gommisti a fornire mescole molto dure, ma la grande abrasività della pista poneva il dubbio sulla necessità di effettuare due soste per il cambio gomme.
Keke Rosberg fu autore di un'eccellente partenza che lo portò al comando, davanti a Michele Alboreto. Anche l'altro pilota della Williams, Nigel Mansell trovò un ottimo spunto al via, che gli permise di passare Prost e le due Lotus. Il britannico attaccò subito anche Alboreto: le due vetture vennero a contatto con le gomme, e la vettura del britannico uscì di pista, finendo nella via di fuga. Mansell fu aiutato dai commissari a riprendere la corsa, anche se con la vettura danneggiata. Non ci furono, invece, problemi per il ferrarista, che rimase secondo. Thierry Boutsen rimase fermo in griglia, tanto da necessitare di una spinta per poter avviarsi.
Terminò presto la gara per Nelson Piquet, costretto al ritiro, già nel corso del settimo giro, per un problema a una sospensione, danneggiata dal passaggio su un cordolo. Nei primi giri Rosberg amministrò il vantaggio su Alboreto, per cercare di risparmiare le gomme; dal suo canto Alboreto, dopo l'incidente con Mansell, si trovò una vettura sottosterzante. Questo favoriva il ravvicinarsi di Alain Prost, terzo.
Alboreto trovò il comando della gara al decimo giro, quando Rosberg fu costretto ad abbandonare la gara, per la rottura del turbo. Al quattordicesimo giro Niki Lauda prese la terza posizione ad Ayrton Senna. Al diciottesimo giro Prost si portò in vetta, sfruttando un errore di Alboreto, alla curva Vitoria.
Lauda si avvicinò ad Alboreto, ma al ventiquattresimo giro l'austriaco fu costretto a un passaggio ai box per un guasto al cambio. Al ventiseiesimo giro De Angelis, quarto, andò al cambio gomme. Rientrò in gara sesto, alle spalle di Andrea De Cesaris. Il giro successivo il pilota della Ligier tamponò, nella corsia dei box, la vettura di René Arnoux, ritirandosi. Arnoux fu costretto a percorrere un intero giro con una gomma forata, rientrando poi nella corsia dei box.
Al trentesimo giro sia Prost che Alboreto si fermarono per cambiare gli pneumatici. Il francese mantenne il comando della gara, mentre il ferrarista uscì alle spalle di Senna. Il brasiliano si fermò, comunque, nel giro successivo, cedendo di nuovo la seconda piazza ad Alboreto. Dietro ai primi tre c'erano De Angelis, Patrick Tambay, Philippe Alliot e Jacques Laffite.
Prost ampliò, agevolmente, il suo margine su Alboreto. Nelle retrovie Alliot, rimasto con sole cinque marce, dovette cedere la posizione prima a Laffite, poi al rimontante Arnoux. Il ferrarista passò anche Laffite, al quarantaseiesimo giro. Tre giri dopo fu costretto al ritiro anche Senna, colpito da problemi all'impianto elettrico. La rimonta di Arnoux proseguì quando, al cinquantaduesimo passaggio, ebbe la meglio anche su Tambay.
Alain Prost si aggiudicò il diciassettesimo gran premio iridato della carriera. Precedette due italiani, Alboreto (unico a pieni giri come Prost) e De Angelis, mentre il resto della zona punti venne monopolizzata da piloti francesi: Arnoux, Tambay e Laffite.

### Risultati
I risultati del gran premio furono i seguenti:
| Pos | Nº | Pilota             | Costruttore           | Giri | Tempo/Ritiro                    | Griglia | Punti |
| --- | -- | ------------------ | --------------------- | ---- | ------------------------------- | ------- | ----- |
| 1   | 2  | Alain Prost        | McLaren-TAG Porsche   | 61   | 1h41'26"115                     | 6       | 9     |
| 2   | 27 | Michele Alboreto   | Ferrari               | 61   | + 3"259                         | 1       | 6     |
| 3   | 11 | Elio De Angelis    | Lotus-Renault         | 60   | + 1 giro                        | 3       | 4     |
| 4   | 28 | René Arnoux        | Ferrari               | 59   | + 2 giri                        | 7       | 3     |
| 5   | 15 | Patrick Tambay     | Renault               | 59   | + 2 giri                        | 11      | 2     |
| 6   | 26 | Jacques Laffite    | Ligier-Renault        | 59   | + 2 giri                        | 15      | 1     |
| 7   | 4  | Stefan Johansson   | Tyrrell-Ford Cosworth | 58   | + 3 giri                        | 23      |       |
| 8   | 3  | Martin Brundle     | Tyrrell-Ford Cosworth | 58   | + 3 giri                        | 21      |       |
| 9   | 10 | Philippe Alliot    | RAM-Hart              | 58   | + 3 giri                        | 20      |       |
| 10  | 16 | Derek Warwick      | Renault               | 57   | + 4 giri                        | 10      |       |
| 11  | 18 | Thierry Boutsen    | Arrows-BMW            | 57   | + 4 giri                        | 12      |       |
| 12  | 24 | Piercarlo Ghinzani | Osella-Alfa Romeo     | 57   | + 4 giri                        | 22      |       |
| 13  | 9  | Manfred Winkelhock | RAM-Hart              | 57   | + 4 giri                        | 16      |       |
| Rit | 17 | Gerhard Berger     | Arrows-BMW            | 51   | Sospensioni                     | 19      |       |
| Rit | 12 | Ayrton Senna       | Lotus-Renault         | 48   | Problemi elettrici              | 4       |       |
| Rit | 23 | Eddie Cheever      | Alfa Romeo            | 42   | Motore                          | 18      |       |
| Rit | 29 | Pierluigi Martini  | Minardi-Ford Cosworth | 41   | Motore                          | 25      |       |
| Rit | 1  | Niki Lauda         | McLaren-TAG - Porsche | 27   | Sistema di pressione carburante | 9       |       |
| Rit | 25 | Andrea De Cesaris  | Ligier-Renault        | 26   | Collisione con R. Arnoux        | 13      |       |
| Rit | 22 | Riccardo Patrese   | Alfa Romeo            | 20   | Foratura                        | 14      |       |
| Rit | 6  | Keke Rosberg       | Williams-Honda        | 10   | Motore                          | 2       |       |
| Ret | 8  | François Hesnault  | Brabham-BMW           | 9    | Incidente                       | 17      |       |
| Rit | 5  | Nigel Mansell      | Williams-Honda        | 8    | Problemi scarichi               | 5       |       |
| Rit | 21 | Mauro Baldi        | Spirit-Hart           | 7    | Motore                          | 24      |       |
| Rit | 7  | Nelson Piquet      | Brabham-BMW           | 2    | Trasmissione                    | 8       |       |
| WD  | 4  | Stefan Bellof      | Tyrrell-Ford Cosworth |      | Licenziato prima delle prove    |         |       |

## Classifiche Mondiali

### Piloti
| Pos. | Pilota           | Punti |
| ---- | ---------------- | ----- |
| 1    | Alain Prost      | 9     |
| 2    | Michele Alboreto | 6     |
| 3    | Elio De Angelis  | 4     |
| 4    | René Arnoux      | 3     |
| 5    | Patrick Tambay   | 2     |
| 6    | Jacques Laffite  | 1     |

### Costruttori
| Pos | Team                | Punti |
| --- | ------------------- | ----- |
| 1   | McLaren-TAG Porsche | 9     |
| 2   | Ferrari             | 9     |
| 3   | Lotus-Renault       | 4     |
| 4   | Renault             | 2     |
| 5   | Ligier-Renault      | 1     |